# Stefan Georg
Stefan Georg (* 1968 in Dudweiler) ist ein deutscher Wirtschaftswissenschaftler und Hochschullehrer an der Hochschule für Technik und Wirtschaft des Saarlandes.

## Leben und Wirken
Stefan Georg legte 1987 das Abitur am Staatlichen Gymnasium in Dudweiler ab und begann 1988 ein Studium der Betriebswirtschaftslehre an der Universität des Saarlandes, das er 1992 als Diplom-Kaufmann abschloss. Er wurde dort 1996 mit dem Thema „Zur Konzeption einer verbrauchsorientierten Materialbedarfsplanung“ zum Dr. rer. oec. promoviert. Anschließend arbeitete er als Unternehmensberater.
Seit dem Jahr 2000 hat er eine Professur für Dienstleistungsmanagement an der Hochschule für Technik und Wirtschaft des Saarlandes (Fakultät für Wirtschaftswissenschaften) inne. Schwerpunkte der Lehre liegen vor allem in den Bereichen Kosten- und Leistungsrechnung, Kostenmanagement und Controlling, Business Planning und Webbasiertes Wissensmanagement.

## Veröffentlichungen (Auswahl)
- Key Performance Indicators für junge Unternehmen. Springer Fachmedien, Wiesbaden 2019. ISBN 978-3-658-27545-7.
- Basiswissen betriebliche Steuerlehre. Springer Fachmedien, Wiesbaden 2019. ISBN 978-3-658-23826-1.
- mit Renate Sesler: Innovatives Controlling – die 5 wichtigsten Trends. Controlling im Umfeld von Digitalisierung und Nachhaltigkeit. Haufe, Stuttgart 2020, ISBN 978-3-648-14075-8.
- Kostenmanagement in der Industrie. epubli, Berlin 2021, ISBN 978-3-7541-4221-9.
- mit Tatjana Derr, Chris Heiler: Die disruptive Innovation durch Streamingdienste: Eine strategische Analyse der Marktführer Netflix und Spotify. Springer Fachmedien, Wiesbaden 2021, ISBN 978-3-658-34010-0.
- mit Natalie Rauber: Prozesskostenmanagement in der Industrie. Springer Fachmedien, Wiesbaden 2021, ISBN 978-3-658-35297-4.
- mit Anastasios Georgopoulos: Anforderungen an das Controlling. Auswirkungen von Big Data und Digitalisierung auf das zukünftige Kompetenzprofil des Controllers. Springer Fachmedien, Wiesbaden 2021, ISBN 978-3-658-34937-0.
- Möglichkeiten zur E-Learning-gestützten Lehre: Anwendung am Beispiel des Fachs Kostenrechnung. Springer Fachmedien, Wiesbaden 2022, ISBN 978-3-658-36820-3.
- mit Etienne Dietrich: Controlling in der Luftfahrt. Springer Fachmedien, Wiesbaden 2022, ISBN 978-3-658-38487-6.
- Laborcontrolling. Springer Fachmedien, Wiesbaden 2023, ISBN 978-3-658-40225-9.
- mit Lelde Paegle, Chris Heiler: Anwendung des Lean-Change-Management-Approachs in Zeiten der digitalen Transformation. Springer Fachmedien, Wiesbaden 2023, ISBN 978-3-658-42265-3.
- mit Tatjana Derr, Chris Heiler: Die Auswirkungen der hohen Inflationsraten auf die Unternehmensbewertungen. Springer Fachmedien, Wiesbaden 2024, ISBN 978-3-658-44528-7.